# Mýdelníkovité
 Mýdelníkovité  (Sapindaceae) je čeleď vyšších dvouděložných rostlin z řádu mýdelníkotvaré (Sapindales), která obsahuje asi 150 rodů a okolo 2000 druhů, rozšířených hlavně v tropech, subtropech a temperátní oblasti (mírný podnebný pás severní polokoule). Část těchto rostlin je významná svými jedlými plody, jiné plody slouží k průmyslovému zpracování (např. pro saponiny), další poskytují cenné dřevo. Některé druhy jsou pro svůj vzhled považovány za okrasné.

## Charakteristika
Při takovém počtu rodů a druhů je zde pochopitelně veliká různotvarost rostlin. Patří sem stromy, keře, popínavé rostliny i byliny opadavé nebo stálezelené. Jsou zde zastoupeny rostliny jednodomé i dvoudomé, jednopohlavné, oboupohlavné i mnohomanželné. Gyneceum mají cenokarpní, svrchní, s plodonošem (karpofor), plodolisty většinou 2 až 3.
Listy bývají střídavé, jednoduché, trojčetné nebo zpeřené, květenství může být latnaté, hroznaté nebo vrcholíkaté, úžlabní nebo terminální. Plody jsou tobolky, peckovice, křídlaté nažky nebo bývají rozpadavé.

## Zástupci
- deinbolie (Deinbollia)
- dodonka (Dodonaea)
- javor (Acer)
- jírovec (Aesculus)
- kupánie (Cupania)
- liči (Litchi)
- medoplod (Melicoccus)
- mýdelník (Sapindus)
- paulinie (Paullinia)
- poddužák (Blighia)
- rambutan (Nephelium)
- srdcovnice (Cardiospermum)
- svitel (Koelreuteria)
- talisie (Talisia)
- tuinie (Thouinia)
- ungnadie (Ungnadia)[1][2]

## Použití
Řada rodů z čeledi mýdelníkovitých se pěstuje pro své plody, které se považují za lahůdkové. Nejznámější z nich jsou liči (Litchi), longan (Dimocarpus), rambutan (Nephelium lappaceum), pulasan (Nephelium mutabile), korlan (Nephelium hypoleucum), ackee (Blighia), mamoncillo (Melicoccus) a (Diploglottis). K plodonosným rostlinám této čeledi také patří paulinie neboli guarana (Paullinia), z jejichž plodů se vyrábějí podpůrná léčiva pro potlačení četných psychických i fyzických neduhů.
Z plodů rodu mýdelník (Sapindus) se vyrábí přírodní náhražka průmyslových mýdel a pracích prostředků a plodů rodu Schleichera se používá k získávání oleje na vlasy. Mnohé stromy, např. javor (Acer) a jírovec, alias maďal či kaštan (Aesculus), poskytují stavební a řezbářské dřevo. Jiné rody jsou uměle vysazovány pro svůj vzhled či vkusné květy, např. svitel (Koelreuteria), dodonka (Dodonaea), srdcovnice (Cardiospermum), jejíž výtažky se zároveň používají v kosmetice a prověřují se i jejich léčebné účinky (mají snižovat hyperglykemii) nebo ungadie (Ungnadia), jež se pěstuje pro svůj vzhled i ozdobná semena s halucinogenními účinky.

## Systém
Systém podčeledí je neustálený, zde uvedené členění je jedno z možných. Do čeledi mýdelníkovité byly také převedeny dříve samostatné čeledě javorovité (Aceraceae) a jírovcovité (Hippocastanaceae).
Čeleď Sapindaceae tvoří tyto rody:
- Podčeleď Dodonaeoideae Burnett,

Dodonaea Miller – dodonka,
Euphorianthus Radlkofer
- Podčeleď Hippocastanoideae de Candolle

Acer Linnaeus – javor,
Aesculus Linnaeus – jírovec,
Billia Peyritsch,
Dipteronia Oliver
- Podčeleď Sapindoideae Burnett

Alectryon Gaertner,
Allophylus Linnaeus,
Allosanthus Radlkofer,
Amesiodendron Hu,
Aporrhiza Radlkofer,
Arfeuillea Pierre,
Arytera Blume,
Atalaya Blume,
Athyana Radlkofer,
Averrhoidium Baillon,
Beguea Capuron,
Bizonula Pellegrin,
Blighia König – Ackee,
Blighiopsis Van der Veken,
Blomia Miranda,
Boniodendron Gagnepain,
Bridgesia Bertero,
Camptolepis Radlkofer,
Cardiospermum Linnaeus – srdcovnice,
Castanospora Mueller,
Cnesmocarpon Adema,
Conchopetalum Radlkofer,
Cossinia Commerson,
Cubilia Blume,
Cupania Linnaeus,
Cupaniopsis Radlkofer,
Deinbollia Schumacher,
Delavaya Franchet,
Diatenopteryx Radlkofer,
Dictyoneura Blume,
Dilodendron Radlkofer,
Dimocarpus Loureiro – longan,
Diploglottis Hooker,
Diplokeleba Brown,
Diplopeltis Endlicher,
Distichostemon Mueller,
Doratoxylon Thouars,
Elattostachys Radlkofer,
Eriocoelum Hooker,
Erythrophysa Meyer,
Euchorium Ekman et Radlkofer,
Euphorianthus Radlkofer,
Eurycorymbus Handel-Mazzetti,
Exothea Macfadyen,
Filicium Thwaites,
Ganophyllum Blume,
Glenniea Hooker,
Gloeocarpus Radlkofer,
Gongrodiscus Radlkofer,
Gongrospermum Radlkofer,
Guindilia Gillies,
Guioa Cavanilles,
Handeliodendron Rehder,
Haplocoelopsis Davies,
Haplocoelum Radlkofer,
Harpullia Roxburgh,
Hippobromus Ecklon et Zeyher,
Hornea Baker,
Houssayanthus Hunziker,
Hypelate Browne,
Hypseloderma Radlkofer,
Chimborazoa Beck,
Chonopetalum Radlkofer,
Chouxia Capuron,
Chytranthus Hooker,
Jagera Blume,
Koelreuteria Laxmann – svitel,
Laccodiscus Radlkofer,
Lecaniodiscus Planchon,
Lepiderema Radlkofer,
Lepidopetalum Blume,
Lepisanthes Blume,
Litchi Sonnerat – liči,
Llagunoa Ruiz et Pavón,
Lophostigma Radlkofer,
Loxodiscus Hooker,
Lychnodiscus Radlkofer,
Macphersonia Blume,
Magonia Saint-Hilaire,
Majidea Kirk,
Matayba Aublet,
Melicoccus Browne – mamoncillo,
Mischarytera Turner,
Mischocarpus Blume,
Molinaea Commerson,
Neotina Capuron,
Nephelium Linnaeus – rambutan, pulasan, korlan,
Otonephelium Radlkofer,
Pancovia Willdenow,
Pappea Ecklon et Zeyher,
Paranephelium Miquel,
Paullinia Linnaeus – paulinie, guarana,
Pavieasia Pierre,
Pentascyphus Radlkofer,
Phyllotrichum Thorel,
Placodiscus Radlkofer,
Plagioscyphus Radlkofer,
Podonephelium Baillon,
Pometia Forster et Forster,
Porocystis Radlkofer,
Pseudima Radlkofer,
Pseudopancovia Pellegrin,
Pseudopteris Baillon,
Radlkofera Gilg,
Rhysotoechia Radlkofer,
Sapindus Linnaeus – mýdelník,
Sarcopteryx Radlkofer,
Sarcotoechia Radlkofer,
Scyphonychium Radlkofer,
Serjania Miller,
Schleichera Willdenow,
Sisyrolepis Radlkofer,
Smelophyllum Radlkofer,
Stadmania Lamarck,
Stocksia Bentham,
Storthocalyx Radlkofer,
Synima Radlkofer,
Talisia Aublet,
Thinouia Triana et Planchon,
Thouinia Poiteau,
Thouinidium Radlkofer,
Tina Schultes,
Tinopsis Radlkofer,
Toechima Radlkofer,
Toulicia Aublet,
Trigonachras Radlkofer,
Tripterodendron Radlkofer,
Tristira Radlkofer,
Tristiropsis Radlkofer,
Tsingya Capuron,
Ungnadia Endlicher,
Urvillea Kunth,
Vouarana Aublet,
Xerospermum Blume,
Zanha Hiern,
Zollingeria Kurz
- Podčeleď Xanthoceroideae Thorne et Reveal

Xanthoceras Bunge – žlutoroh